# 보드룸성

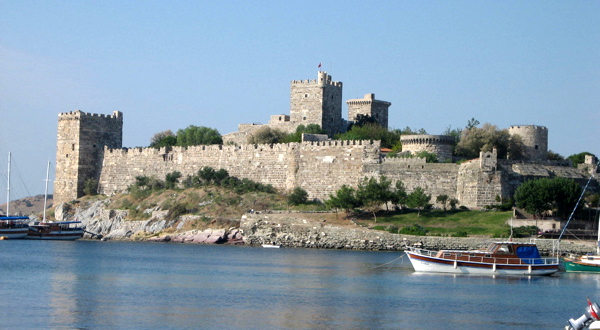

보드룸성(Bodrum Castle, Bodrum Kalesi)은 튀르키예 남서쪽 항구 도시 보드룸에 위치해 있으며, 1402년부터 성 요한 기사단에 의해 ‘성 베드로 성’ 또는 ‘페트로니움’으로 건설되었다.

## 역사
셀주크 투르크의 침공에 직면하여, 로도스섬에 본부를 둔 성 요한 기사단은 본토에 다른 요새가 필요해졌다. 총 사령관이었던 필리베르 드 네일라(1396–1421)는 코스섬 너머에 적합한 곳을 알아봤으며, 그 성은 이미 기사단에 의해 성이 세워져 있었다. 그 위치는 기원전 1110년 전에 성채가 세워졌던 곳이며, 11세기에도 소규모의 셀주크성이 있었던 자리였다. 그곳은 또한 유명한 카리아의 왕 마우솔로스의 궁전터였던 것으로 추정되었다.
1962년 부터는 수중고고학 유물을 전시하는 해양박물관으로 활용되고 있다.

## 같이 보기
- 할리카르나소스